# Dryopteris furadensis
Dryopteris furadensis är en träjonväxtart som beskrevs av Bennert, Rasbach, K.Rasbach och Viane. Dryopteris furadensis ingår i släktet Dryopteris och familjen Dryopteridaceae. Inga underarter finns listade.